# Tuffi ai campionati mondiali di nuoto 2015 - Trampolino 3 metri femminile
La competizione di tuffi dal trampolino 3 metri femminile dei campionati mondiali di nuoto 2015 si è disputata il 31 luglio e il 1º agosto 2015 nell'Aquatics Palace a Kazan'. La gara si è svolta in tre fasi: la mattina del 31 luglio si è disputato il turno eliminatorio cui hanno partecipato 61 atleti. Nel pomeriggio i migliori diciotto hanno gareggiato nella semifinale. I migliori 12 atleti della semifinale, hanno disputato la finale il 1º agosto.

## Medaglie
| Posizione | Atleta         | Nazionalità |
| --------- | -------------- | ----------- |
| Oro       | Shi Tingmao    | Cina        |
| Argento   | He Zi          | Cina        |
| Bronzo    | Tania Cagnotto | Italia      |

## Risultati
I finalisti sono segnalati in verde
 I semifinalisti sono segnalati in viola
| Posizione | Atleta              | Nazionalità   | Qualificazioni | Qualificazioni | Semifinali | Semifinali | Finale | Finale    |
| Posizione | Atleta              | Nazionalità   | Punti          | Posizione      | Punti      | Posizione  | Punti  | Posizione |
| --------- | ------------------- | ------------- | -------------- | -------------- | ---------- | ---------- | ------ | --------- |
| 1         | Shi Tingmao         | Cina          | 368.40         | 2              | 381.90     | 1          | 383.55 | 1         |
| 2         | He Zi               | Cina          | 376.00         | 1              | 371.40     | 2          | 377.45 | 2         |
| 3         | Tania Cagnotto      | Italia        | 307.45         | 7              | 330.45     | 5          | 356.15 | 3         |
| 4         | Esther Qin          | Australia     | 329.10         | 4              | 345.75     | 4          | 347.20 | 4         |
| 5         | Pamela Ware         | Canada        | 317.30         | 5              | 318.65     | 6          | 332.40 | 5         |
| 6         | Jennifer Abel       | Canada        | 348.70         | 3              | 353.90     | 3          | 331.50 | 6         |
| 7         | Maddison Keeney     | Australia     | 305.55         | 9              | 314.60     | 7          | 326.60 | 7         |
| 8         | Ng Yan Yee          | Malaysia      | 294.60         | 12             | 296.10     | 11         | 311.10 | 8         |
| 9         | Uschi Freitag       | Paesi Bassi   | 300.40         | 10             | 303.55     | 9          | 305.10 | 9         |
| 10        | Rebecca Gallantree  | Regno Unito   | 294.15         | 13             | 305.10     | 8          | 289.00 | 10        |
| 11        | Olena Fedorova      | Ucraina       | 307.20         | 8              | 296.10     | 11         | 271.30 | 11        |
| 12        | Anastasiia Nedobiga | Ucraina       | 296.25         | 11             | 297.45     | 10         | 266.10 | 12        |
| 13        | Nadežda Bažina      | Russia        | 283.90         | 17             | 291.30     | 13         |        |           |
| 14        | Sayaka Shibusawa    | Giappone      | 289.75         | 14             | 288.45     | 14         |        |           |
| 15        | Nora Subschinski    | Germania      | 282.45         | 18             | 280.95     | 15         |        |           |
| 16        | Inge Jansen         | Paesi Bassi   | 284.40         | 16             | 270.60     | 16         |        |           |
| 17        | Francesca Dallapé   | Italia        | 312.50         | 6              | 258.25     | 17         |        |           |
| 18        | Arantxa Chávez      | Messico       | 286.95         | 15             | 257.10     | 18         |        |           |
| 19        | Nur Dhabitah Sabri  | Malaysia      | 276.65         | 19             |            |            |        |           |
| 20        | Kristina Ilinykh    | Russia        | 267.90         | 20             |            |            |        |           |
| 21        | Abigail Johnston    | Stati Uniti   | 267.60         | 21             |            |            |        |           |
| 22        | Diana Pineda        | Colombia      | 264.90         | 22             |            |            |        |           |
| 23        | Jessica Favre       | Svizzera      | 264.20         | 23             |            |            |        |           |
| 24        | Dolores Hernández   | Messico       | 263.70         | 24             |            |            |        |           |
| 25        | Laura Ryan          | Stati Uniti   | 263.10         | 25             |            |            |        |           |
| 26        | Alicia Blagg        | Regno Unito   | 262.55         | 26             |            |            |        |           |
| 27        | Micaela Bouter      | Sudafrica     | 258.30         | 27             |            |            |        |           |
| 28        | Luana Lira          | Brasile       | 255.05         | 28             |            |            |        |           |
| 29        | Flóra Gondos        | Ungheria      | 253.10         | 29             |            |            |        |           |
| 30        | Tina Punzel         | Germania      | 249.60         | 30             |            |            |        |           |
| 31        | Daniella Nero       | Svezia        | 246.00         | 31             |            |            |        |           |
| 32        | Jeniffer Fernández  | Porto Rico    | 244.70         | 32             |            |            |        |           |
| 33        | Julia Vincent       | Sudafrica     | 238.95         | 33             |            |            |        |           |
| 34        | Kim Su-ji           | Corea del Sud | 238.60         | 34             |            |            |        |           |
| 35        | Minami Itahashi     | Giappone      | 235.50         | 35             |            |            |        |           |
| 36        | Elizabeth Cui       | Nuova Zelanda | 233.70         | 36             |            |            |        |           |
| 37        | Eleni Katsouli      | Grecia        | 232.45         | 37             |            |            |        |           |
| 38        | Marcela Marić       | Croazia       | 228.60         | 38             |            |            |        |           |
| 39        | Rocío Velázquez     | Spagna        | 226.80         | 39             |            |            |        |           |
| 40        | Luisa Jiménez       | Porto Rico    | 221.25         | 40             |            |            |        |           |
| 41        | Habiba Ashraf       | Egitto        | 215.65         | 41             |            |            |        |           |
| 42        | Indrė Girdauskaitė  | Lituania      | 214.55         | 42             |            |            |        |           |
| 43        | Juliana Veloso      | Brasile       | 213.75         | 43             |            |            |        |           |
| 44        | Fong Kay Yian       | Singapore     | 206.20         | 44             |            |            |        |           |
| 45        | Maha Abdelsalam     | Egitto        | 198.10         | 45             |            |            |        |           |
| 46        | María Betancourt    | Venezuela     | 193.05         | 46             |            |            |        |           |
| 47        | Kim Na-mi           | Corea del Sud | 112.25         | 47             |            |            |        |           |